# Saint-André-de-Bâgé
Saint-André-de-Bâgé is een gemeente in het Franse departement Ain (regio Auvergne-Rhône-Alpes) en telt 507 inwoners (1999). De oppervlakte bedraagt 2,7 km², de bevolkingsdichtheid is 187,8 inwoners per km².

## Geschiedenis

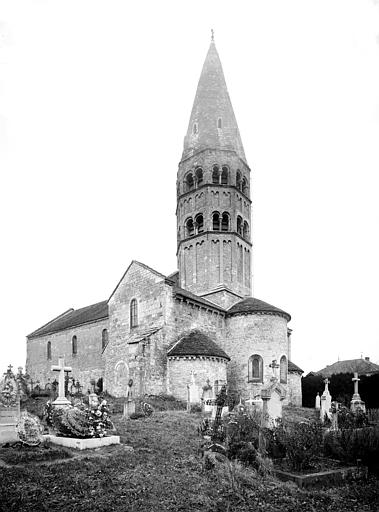
De kerk in 1915.

De naam Bâgé komt van het Gallo-Romeinse dorp Belgiasius dat op die plaats lag. In de middeleeuwen was Bagê de belangrijkste stad van de provincie Bresse.
In die tijd werd de parochie in drie delen gesplitst:
- Bâgé-la-Ville, het dorp
- Bâgé-le-Châtel, rondom het kasteel
- Saint-André-de-Bâgé

## Demografie
Onderstaande figuur toont het verloop van het inwoneraantal van Saint-André-de-Bâgé vanaf 1962. De cijfers zijn afkomstig van het Frans bureau voor statistiek en bevatten geen dubbel getelde personen (volgens de gehanteerde definitie population sans doubles comptes).
Vanwege een beveiligingsprobleem met de MediaWiki Graph-software is het momenteel niet mogelijk deze grafiek weer te geven. Zodra de software is bijgewerkt zal de grafiek vanzelf weer zichtbaar worden.
1. ↑  Populations de référence 2022.